# Heladio Ramírez López
Heladio Ramírez López (Santa Maria Ayu, Huajuapan de León Oaxaca, 11 de mayo de 1939) es un político mexicano, miembro del Partido Revolucionario Institucional que fue Gobernador de Oaxaca y líder de la Confederación Nacional Campesina (CNC).

## Carrera
Es de origen mixteco. Desde joven inició su vida política dentro de los cuadros campesinos del PRI, en 1976 fue elegido diputado federal a la L Legislatura y de 1982 a 1986 fue senador, en 1986 fue postulado candidato del PRI al gobierno de Oaxaca, que obtuvo y tomó posesión el 1 de diciembre de 1986, terminando su periodo en igual fecha de 1992.

## Senador
Volvió a ser electo Senador en 1997, por un periodo que concluía en 2000, y al terminar este periodo se convirtió en líder de la CNC. En 2006 es electo por tercera ocasión Senador, para el periodo que concluye en 2012.
El Senador Heladio Ramírez preside la comisión de Desarrollo rural de la Cámara Alta y encabeza el Frente Nacional de Legisladores del Sector Rural.